# 第9回クリティクス・チョイス・アワード
9th Critics' Choice Awards

2004年1月10日
作品賞: 

『ロード・オブ・ザ・リング/王の帰還』
第9回クリティクス・チョイス・アワードは、放送映画批評家協会によって2003年の映画に贈られる賞で、2004年1月10日に発表された。

## 作品トップ10
（アルファベット順）
1. 『ビッグ・フィッシュ』
2. 『コールド マウンテン』
3. 『ファインディング・ニモ』
4. 『イン・アメリカ/三つの小さな願いごと』
5. 『ラスト サムライ』
6. 『ロード・オブ・ザ・リング/王の帰還』（アカデミー作品賞受賞作）
7. 『ロスト・イン・トランスレーション』
8. 『マスター・アンド・コマンダー』
9. 『ミスティック・リバー』
10. 『シービスケット』

## 受賞・ノミネート一覧

### 主演男優賞
- ショーン・ペン - 『ミスティック・リバー』
  - ラッセル・クロウ - 『マスター・アンド・コマンダー』
  - ジョニー・デップ - 『パイレーツ・オブ・カリビアン/呪われた海賊たち』
  - ベン・キングズレー - 『砂と霧の家』
  - ビル・マーレイ - 『ロスト・イン・トランスレーション』

### 主演女優賞
- シャーリーズ・セロン - 『モンスター』
  - ジェニファー・コネリー - 『砂と霧の家』
  - ダイアン・キートン - 『恋愛適齢期』
  - ニコール・キッドマン - 『コールド マウンテン』
  - サマンサ・モートン - 『イン・アメリカ/三つの小さな願いごと』
  - ナオミ・ワッツ - 『21グラム』

### アニメ映画賞
- 『ファインディング・ニモ』
  - 『ブラザー・ベア』
  - 『ベルヴィル・ランデブー』

### キャスト賞
- 『ロード・オブ・ザ・リング/王の帰還』
  - 『ラブ・アクチュアリー』
  - 『みんなのうた』
  - 『ミスティック・リバー』

### 作曲賞
- ハワード・ショア - 『ロード・オブ・ザ・リング/王の帰還』
  - クリント・イーストウッド - 『ミスティック・リバー』
  - ダニー・エルフマン - 『ビッグ・フィッシュ』
  - ガブリエル・ヤレド - 『コールド マウンテン』
  - ハンス・ジマー - 『ラスト サムライ』

### 監督賞
- ピーター・ジャクソン - 『ロード・オブ・ザ・リング/王の帰還』
  - ティム・バートン - 『ビッグ・フィッシュ』
  - ソフィア・コッポラ - 『ロスト・イン・トランスレーション』
  - クリント・イーストウッド - 『ミスティック・リバー』
  - ジム・シェリダン - 『イン・アメリカ/三つの小さな願いごと』

### ドキュメンタリー映画賞
- Capturing the Friedmans
  - 『フォッグ・オブ・ウォー マクナマラ元米国防長官の告白』
  - 『ジェームズ・キャメロンのタイタニックの秘密』

### ファミリー映画賞
- 『パイレーツ・オブ・カリビアン/呪われた海賊たち』
  - 『フォーチュン・クッキー』
  - 『穴/HOLES』
  - 『ピーター・パン』
  - 『クジラの島の少女』

### 作品賞
- 『ロード・オブ・ザ・リング/王の帰還』
  - 『ビッグ・フィッシュ』
  - 『コールド マウンテン』
  - 『ファインディング・ニモ』
  - 『イン・アメリカ/三つの小さな願いごと』
  - 『ラスト サムライ』
  - 『ロスト・イン・トランスレーション』
  - 『マスター・アンド・コマンダー』
  - 『ミスティック・リバー』
  - 『シービスケット』

### 外国語映画賞
- 『みなさん、さようなら』,  カナダ/ フランス
  - 『シティ・オブ・ゴッド』,  ブラジル
  - 『スイミング・プール』,  フランス/ イギリス

### 脚本賞
- 『イン・アメリカ/三つの小さな願いごと』 - ジム・シェリダン、ナオミ・シェリダン、カーステン・シェリダン
  - 『ビッグ・フィッシュ』 - ジョン・オーガスト
  - 『ロスト・イン・トランスレーション』 - ソフィア・コッポラ
  - 『ミスティック・リバー』 - ブライアン・ヘルゲランド
  - 『シービスケット』 - ゲイリー・ロス

### 歌曲賞
- "A Mighty Wind" - クリストファー・ゲスト、マイケル・マッキーン、ユージン・レヴィ - 『みんなのうた』
  - "The Heart of Every Girl" - エルトン・ジョン、バーニー・トーピン - 『モナリザ・スマイル』
  - "Man of the Hour" - エディ・ヴェダー - 『ビッグ・フィッシュ』
  - "School of Rock" - マイク・ホワイト - 『スクール・オブ・ロック』
  - "Time Enough for Tears" - ボノ、ギャヴィン・フライデー、モーリス・シーザー - 『イン・アメリカ/三つの小さな願いごと』

### 助演男優賞
- ティム・ロビンス - 『ミスティック・リバー』
  - アレック・ボールドウィン - The Cooler
  - ポール・ベタニー - 『マスター・アンド・コマンダー』
  - ベニチオ・デル・トロ - 『21グラム』
  - 渡辺謙 - 『ラスト サムライ』

### 助演女優賞
- レネー・ゼルウィガー - 『コールド マウンテン』
  - パトリシア・クラークソン - 『エイプリルの七面鳥』
  - マーシャ・ゲイ・ハーデン - 『ミスティック・リバー』
  - ホリー・ハンター - 『サーティーン あの頃欲しかった愛のこと』
  - スカーレット・ヨハンソン - 『ロスト・イン・トランスレーション』

### テレビ映画賞
- 『エンジェルス・イン・アメリカ』
  - 『バンデラスの英雄パンチョ・ヴィラ』
  - The Reagans

### 若手俳優賞
- ケイシャ・キャッスル＝ヒューズ - 『クジラの島の少女』
  - エマ・ボルジャー - 『イン・アメリカ/三つの小さな願いごと』
  - サラ・ボルジャー - 『イン・アメリカ/三つの小さな願いごと』
  - エヴァン・レイチェル・ウッド - 『サーティーン あの頃欲しかった愛のこと』